# Бекузаровы
Бекуза́ровы (осет. Беккуызартæ) — осетинская фамилия.

## Антропонимика
Фамилия произошла от мужского имени Бекузар, оно образовано из двух тюркских слов: бек и озар. Первое из них имеет значение «князь, господин», а второе — «обгоняющий». Компонент «бек» в составе личного имени является не столько указанием на принадлежность к знатному роду, сколько показателем превосходства в чем-либо. Соответственно, имя Бекузар в буквальном смысле означает «тот, который сильно обгонит».

## История и происхождение
В Комитет, учреждённый для разбора личных и поземельных прав туземцев Военно-Осетинского округа, от дворян фамилии Бекузаровой было подано прошение, в котором говорилось: «Первоначально предки наши происходили посреди народа из почётных лиц узденского звания, имея во владении холопов и кавдасардов. Впоследствии чего, во время владений на Кавказе и за Кавказом Грузинских царей, как то их Высочества Соломона, Александра, Ираклия, Арчила, Шахнаваза, Вахтанга и Таймураза, мы, фамилии Бекузарова с братьями, по другому колену называемому Томаевыми, оными царями были выбраны на начальствование в своих народах и пособии им в разных их правительственных служебных делах, и за усердное наше поправление таких обязанностей, равно за разные отличия получали Высочайшие награды, подарки, постоянное жалование серебром и удостоены как мы, так и Томаевы, дворянством, на что имеем от вышеуказанных царей документы. Со времени же покорности горцев Русскому Правительству, мы преданствуя усердно, как по местности, так и в разных экспедициях против неприятелей, имеем чины обер-офицера, звания юнкера, знаки отличия, золотые и серебряные медали, часы и денежные награды.
От предков же своих также имеем собственные земли в большом количестве мы в местечке Холст, а Томаевы около нас в местечке же Кора при вершинах Алагирского и Куртатинского ущелий, равно кавдасардов в числе 4-х дворов. Сами же мы состоим из 12 семей». При этом они предлагали предоставить в Комитет документы, выданные Бекузаровым и Томаевым грузинскими царями.

## Генетическая генеалогия
276884 — Bekuzarov — G2a1a1a1b1a (DYS505=9, YCAII=19,21, DYS438=9, DYS391=9, DYS455=11)
Генотек — Бекузаров Михаил — G2a1a1a1a1a1b # T1
Бекузаров — G2-P18 > G2a1a1a1b1 (DYS438=9, DYS391=9)

## Известные носители
- Руслан Камбулатович Бекузаров (1927–2001) — советский и российский сельскохозяйственный деятель, герой Социалистического Труда.
- Таймураз Тотразович Бекузаров (1959) — генеральный директор Владикавказского производственно-трикотажного объединения "Владтекс".

Искусство
- Асламбек Андреевич Бекузаров (1928) — актёр театра, народный артист Северной Осетии.
- Орзета Алихановна Бекузарова (1934–2007) ― актриса, режиссёр, народная артистка России и Северной Осетии.

Спорт
- Алик Ахполатович Бекузаров (1954) ― советский дзюдоист, главный тренер сборной команды РСО–А по дзюдо.
- Диана Казбековна Бекузарова — президент федерации тенниса РСО-А, директор Владикавказской академии спорта.